# Sweden International Improv Festival
Sweden International Improv Festival, förkortat #SWIMP, är en internationell festival för improvisationsteater. Festivalen hölls första gången 2015 på Reginateatern i Uppsala.  
Festivalen pågår under fyra dagar och består av workshops och föreställningar med improvisatörer och instruktörer från olika delar av världen. Förutom Reginateaterns stora scen har workshops även hållits på ett flertal andra platser i Uppsala, bl.a. Norrlands nation, Kulturhuset Grand, GH Nation mm. 
Under de tre första åren av #SWIMP har grupper och workshop-instruktörer från 16 olika länder deltagit i festivalen. Av de länder som representerats, utöver samtliga nordiska länder, kan nämnas bl.a. USA, Italien, Indien, Belgien, England, Nederländerna och Argentina.
#SWIMP arrangeras av Teater Prego och Reginateatern, med stöd av Uppsala kommun, Nordiska kulturfonden och Region Uppsala. 
Hösten 2018 meddelade arrangörerna att festivalen tar ett uppehåll under 2019, men att den kommer att återupptas igen år 2020.